# Sonnenheiligtum des Raneferef
Das Sonnenheiligtum des Raneferef ist ein bisher unentdecktes altägyptisches Tempel-Bauwerk aus der Zeit der 5. Dynastie, welches unter dem König (Pharao) Raneferef (Neferefre) erbaut wurde, der etwa von 2460 bis 2455 v. Chr. regierte. Vermutlich blieb der Bau aufgrund der kurzen Regierungszeit des Raneferef unvollendet.

## Schriftliche Erwähnungen
Das Raneferef-Heiligtum ist bisher ausschließlich aus schriftlichen Quellen bekannt. Hierbei handelt es sich zum einen um zwei Siegelabrollungen aus Abusir und zum anderen um eine Titelfolge in der Mastaba des Ti in Sakkara. Ti bekleidete im Raneferef-Heiligtum aber nur ein Verwaltungs- und kein Priesteramt, während er in den Sonnenheiligtümern des Sahure und des Neferirkare hingegen beide Ämter innehatte. Außer ihm sind keine anderen Beamten oder Priester des Raneferef-Heiligtums bekannt. Es kann daher davon ausgegangen werden, dass der Kultbetrieb unter Ranferefs Nachfolger Niuserre eingestellt und das Bauwerk selbst wahrscheinlich abgerissen wurde. Möglicherweise ließ Niuserre an der gleichen Stelle sein eigenes Sonnenheiligtum errichten.